# Living Colour
Living Colour (в переводе с англ. — «Живой цвет») — американская рок-группа, образованная в 1984 году в Нью-Йорке. Стилем исполнения музыки является смешение фри-джаза, фанка, хип-хопа, хард-рока, экспериментального рока, хэви-метала.

## История
Группу сформировал чернокожий гитарист Вернон Рейд в 1984 году, к нему присоединились басист Мазз Скилингз и ударник Уилл Калоун. Группа стала успешной после того, как MTV активно прокрутила видеоклип на песню «Cult of Personality» из дебютного альбома Vivid. За эту песню Living Colour в 1989 году получили премию MTV Video Music Awards за лучшее видео дебютанта, а в 1990 году стала лауреатом премии «Грэмми» за «Лучшее исполнение в стиле хард-рок». Кроме того, песня «Glamour Boys» из этого альбома была номинирована на премию «Грэмми» в категории «Лучшее вокальное рок-исполнение дуэтом или группой».
Группа выпустила три студийных альбома и в 1995 году распалась. Однако в 2000 году воссоединилась вновь, после чего были изданы ещё три альбома.
Знаменитая песня «Cult of Personality» очень часто используется. Например в качестве музыкальной темы известного рестлера Си Эм Панка. Также песня была использована в видео-игре GTA: San Andreas.

## Дискография
- Vivid (1988)
- Time's Up (1990)
- Stain (1993)
- Collideøscope (2003)
- The Chair in the Doorway (2009)
- Shade (2017)

## Награды

### MTV
- 1989 — Премия MTV Video Music Awards за лучшее видео дебютанта (песня «Cult of Personality»)

### Грэмми
- 1990 — Лучшее хард-рок выступление (победа) (песня «Cult of Personality»)
- 1990 — Лучшее рок-выступление дуэта или группы с вокалом (номинация) (песня «Glamour Boys»)
- 1991 — Лучшее хард-рок выступление (победа) (альбом «Time’s Up»)
- 1994 — Лучшее хард-рок выступление (номинация) (песня «Leave It Alone»)